# Gevlekte hyena

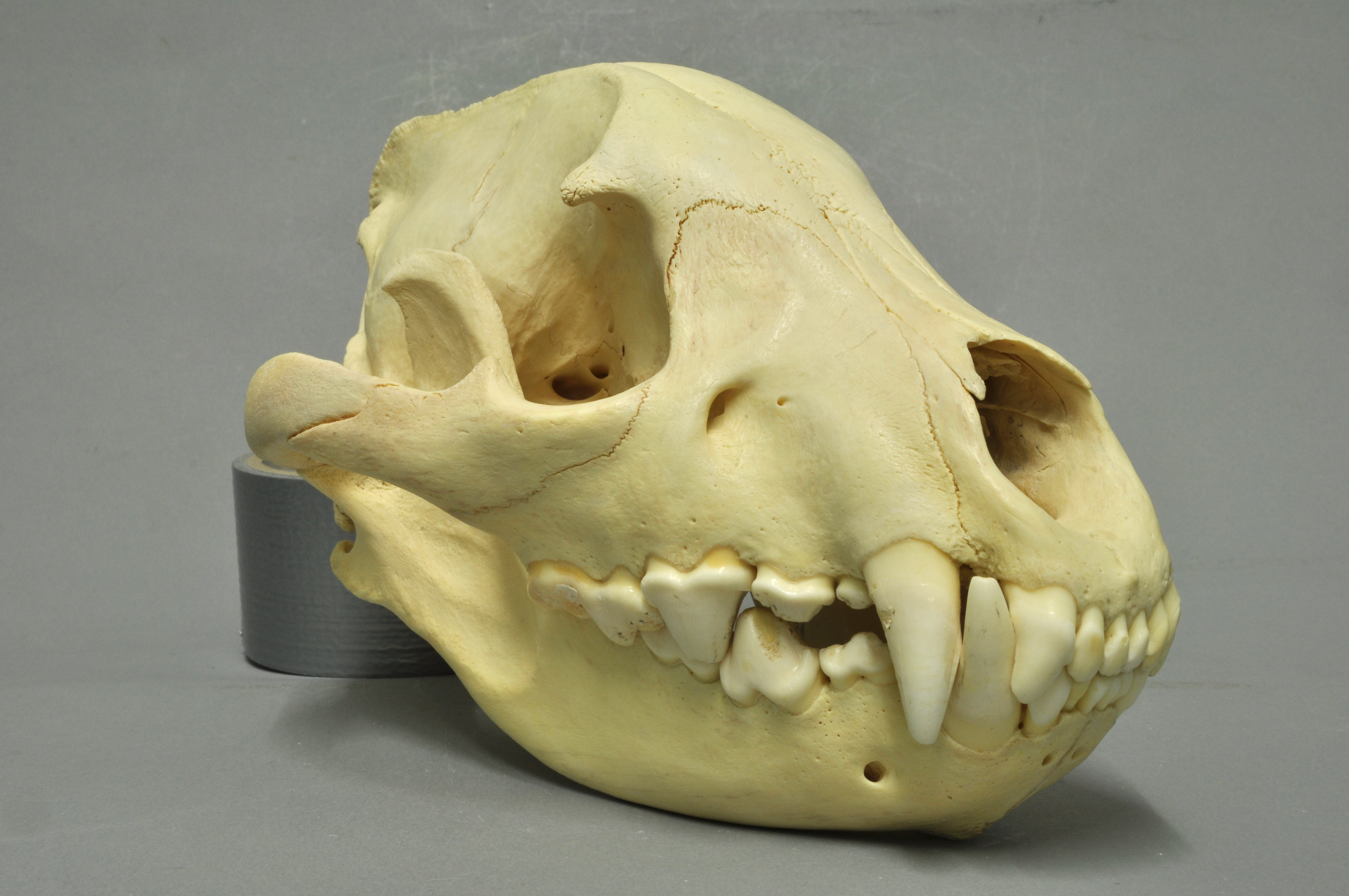
schedel

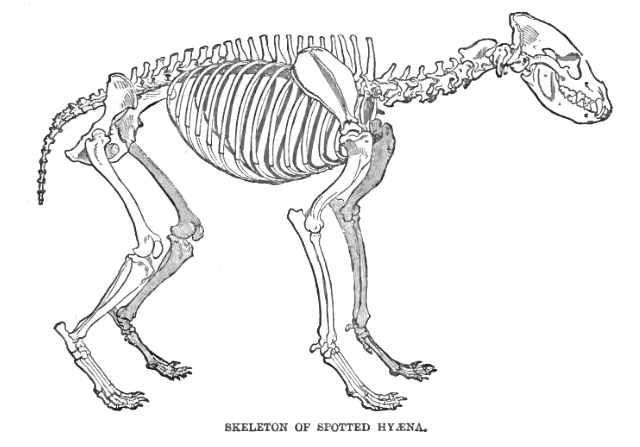
tekening van het skelet

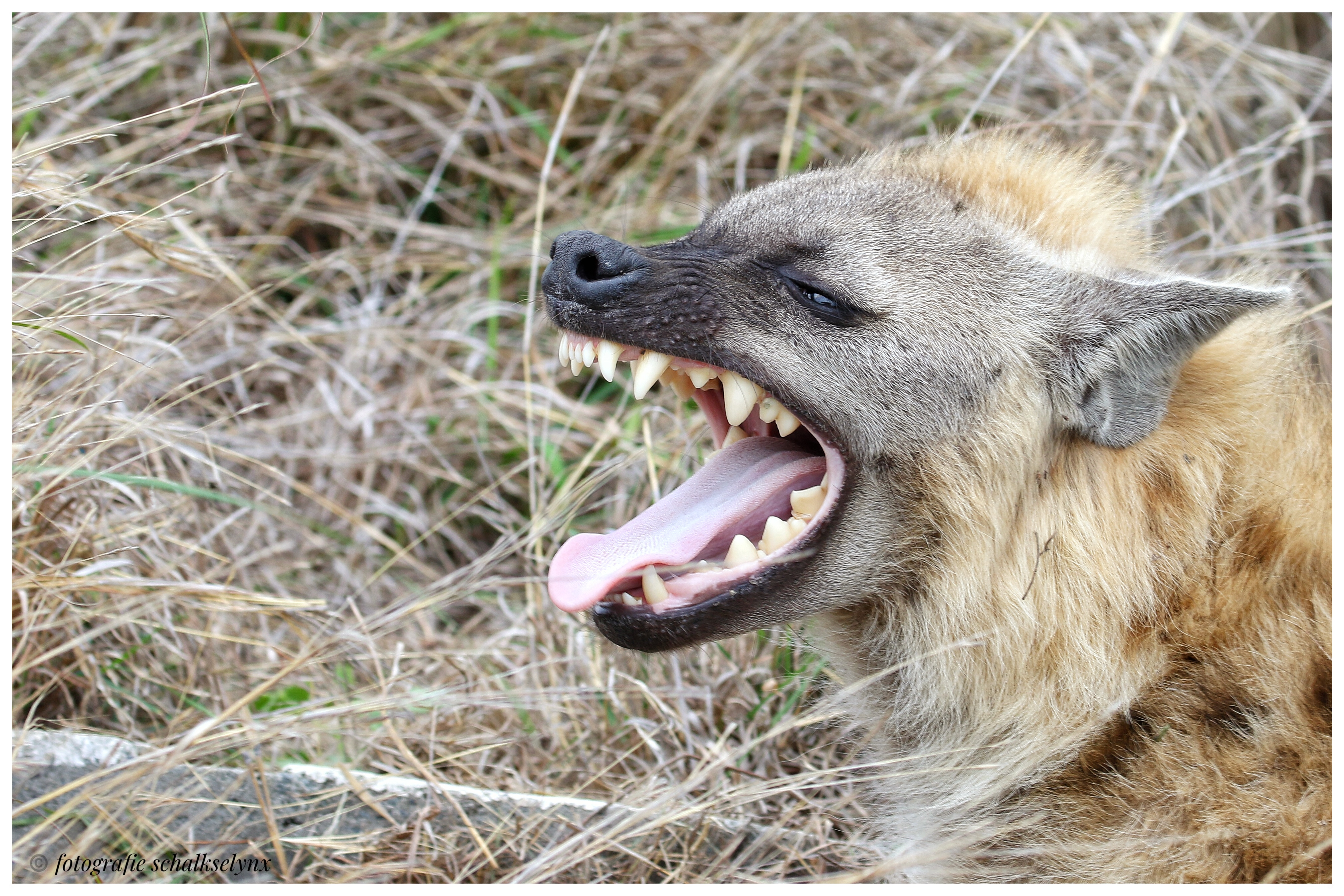
Het gebit van een gevlekte hyena wordt zichtbaar bij het geeuwen.

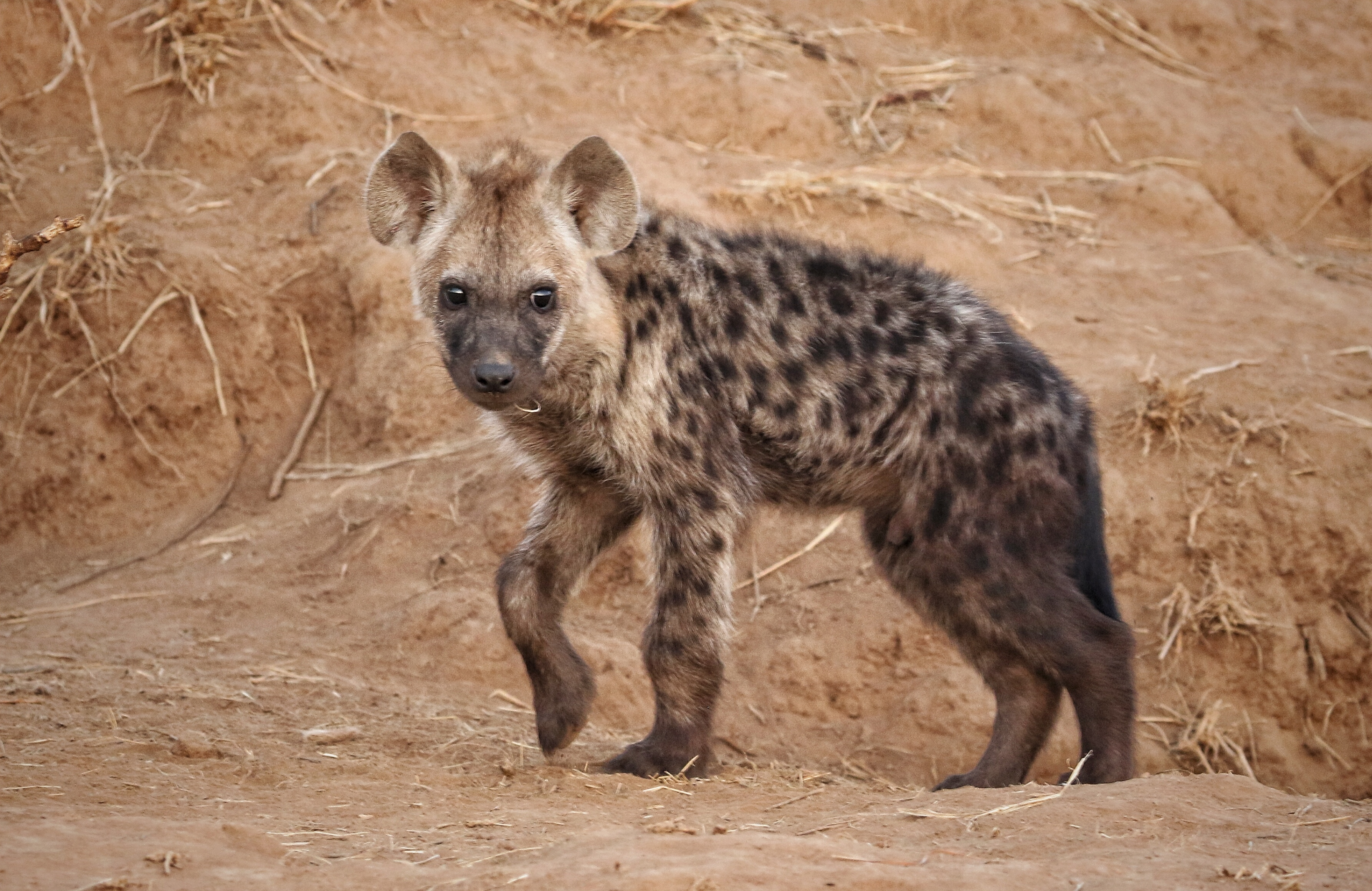
Jonge gevlekte hyena

De gevlekte hyena (Crocuta crocuta) is een groot, wijdverspreid landroofdier dat in groepen leeft waarin de vrouwtjes dominant zijn. Het dier jaagt vooral 's nachts, alleen of in groepen en leeft voornamelijk van grotere hoefdieren, maar staat ook bekend om het eten van kadavers. De soort komt voor in Afrika, tussen ongeveer 17° noorderbreedte en 28° zuiderbreedte, van zeeniveau tot zo'n 4000 meter hoogte. Het dier leeft daar in verschillende habitats, van savannes tot moerassen, maar niet in de regenwouden van het Kongobekken. De soort staat wereldwijd op de lijst van de IUCN als niet-bedreigde soort (2014).

## Beschrijving
De gevlekte hyena is een groot, 40–80 kg zwaar landroofdier dat leeft in groepen waarin de vrouwtjes dominant zijn. De vrouwtjes zijn wat zwaarder gebouwd en gemiddeld iets groter dan de mannetjes in hetzelfde gebied. De totale lichaamslengte is 145–180 cm bij vrouwtjes en 144–174 cm bij mannetjes, met een schouderhoogte van 73–89 cm bij vrouwtjes en 70–87 cm bij mannetjes. De grondkleur van de vacht varieert sterk, van licht grijsbruin via geelbruin tot roodbruin, met donkerbruine tot zwarte vlekken. De vlekken vervagen echter naarmate de dieren ouder worden. De vacht van de volwassen dieren voelt ruw aan. Jongere individuen hebben echter een zachte en pluizige vacht. De ronde oren zijn ongeveer 11 cm lang, staan rechtop en hebben kort, vuilwit en grijs haar aan de binnenkant. De neus is zwart en glad. Elke poot eindigt in vier tenen, met klauwen die niet ingetrokken kunnen worden. De goed ontwikkelde nek en langere voorpoten geven het dier een naar achter hellende rug die het duidelijkst is wanneer het dier wegrent. Deze bouw stelt het de gevlekte hyena ook in staat grote stukken vlees van de grond af mee te nemen en zware karkassen weg te slepen. Vrouwtjes hebben 2 of soms 4 tepels van 2,5 cm lang en 1-1,5 cm dik op de buik, die zwart gekleurd zijn in de zoogtijd. Op de piek van de melkgift is elke borstklier ongeveer 26 cm lang, 10 cm breed en 5 cm dik. Het borstweefsel krimpt na het spenen, maar verdwijnt niet volledig. De clitoris en penis hangen beide naar onder en iets naar voren, kunnen een erectie krijgen, zijn vergelijkbaar in vorm en grootte (zo'n 17 cm lang), beide met een voorhuid, en een eikel met de opening van de urinebuis aan de punt. Die eikel is echter breed en stomp bij vrouwtjes en loopt taps toe bij mannetjes. De gelijkenis gaat nog verder omdat bij het vrouwtje de schaamlippen zijn vergroeid tot een soort balzak. Plinius dacht daarom ten onrechte dat hyena's hermafrodiet zijn.

### Anatomie
De hersenen van C. crocuta zijn ongeveer 8 cm lang, 7 cm breed en hebben een inhoud van omstreeks 160 cm3, waarbij frontale kwabben van de grote hersenen zo'n 40 cm3 innemen, de pariëtale, temporale en occipetale kwabben ongeveer 90 cm3 en de kleine hersenen en hersenstam samen omstreeks 25 cm3. De lengte van de schedel van de volwassen dieren is 21-22,5 cm. De tandformule van de volwassen gevlekte hyena is 3.1.4.13.1.3.1 × 2 = 34, dat wil zeggen drie snijtanden, een hoektand, vier valse kiezen en een ware kies in elke helft van de bovenkaak, en dezelfde tanden in de onderkaak maar daar slechts drie in plaats van vier valse kiezen aan elke kant. De tandformule van het melkgebit is 3.1.0.03.1.0.0 × 2 = 16, dus drie snijtanden en een hoektand in elke helft van zowel de boven- als de onderkaak, maar nog geen valse en ware kiezen. De gebitselementen die worden gebruikt om botten te versplinteren zijn de derde bovenste en onderste valse kiezen, terwijl met de bovenste vierde valse kies en de ware kiezen dikke stukken huid of pees kunnen worden doorgesneden. De bijtkracht neemt toe tot ongeveer 5 jaar oud. Adolescenten kunnen dus veel minder zware botten aan dan volwassenen. De tong is langwerpig, afgeplat en dun, met aan de bovenzijde in het midden een ovaal gebied met stompe papillen en een rand met teruggebogen papillen. De keelamandelen zijn ovaal met schuine ribbels van klieren. Het korte, zacht verhemelte mist een huig. Het strotklepje sluit het kraakbeenachtige strottenhoofd af, dat overgaat in de 28 cm lange luchtpijp met 49 kraakbeenringen van verschillende breedte. De twee niet-verbonden helften van de schildklier strekken zich uit van het ringkraakbeen van het strottenhoofd tot de zesde kraakbeenring. De rechterlong heeft zes lobben, terwijl de linkerlong er maar drie heeft. Tussen de linker- en rechterkamer van het hart is de plaats waar voor de geboorte een doorgang zat (het foramen ovale) duidelijk omlijnd. De nieren zijn bolvormig zonder lobben. De peervormige blaas is 7 cm lang als hij leeg is. De dikgespierde slokdarm kan worden verwijd en heeft een dichte, taaie slijmlaag met plooien in de lengterichting. De maag heeft dikke wanden en is aan de binnenkant bedekt met kriskras lopende plooien van verschillende diktes, en leeg is hij ongeveer 23 cm lang en 18 cm doorsnede op het breedste punt. De opening van de maagportier heeft een diameter van ongeveer 0,3 cm. De dunne darm is ongeveer 82 cm lang en heeft vernauwingen op onregelmatige afstanden. Het inwendige van het darmslijmvlies is bedekt met darmvlokken. De acht Peyerse platen - ovale, verdikte delen van de darmwand met veel lymfklieren - worden groter van de maag tot het onderste deel van de dunne darm. De blindedarm is ongeveer 15 cm lang en bevindt zich bij de overgang van de dunne en de dikke darm. Deze dikke darm is zo'n 67 cm lang en goed gespierd. Beide geslachten hebben uitgebreide anaalklieren, waaronder een paar grote klieren, één aan weerszijden van het rectum en talrijke kleinere klieren, die een pasteuze afscheiding produceren. De twee segmenten van de lever zijn elk verdeeld in lobben. Er is een peervormige galblaas, een lange, smalle alvleesklier van ongeveer 3 bij 3 cm en een langwerpige, tongvormige milt van 41 cm lang en 3–8 cm breed. In elk van de normale cellen van deze soort bevinden zich 40 chromosomen (2n = 40).

### Zintuigen
Het gezichtsvermogen is overdag vergelijkbaar met dat van mensen, maar is 's nachts veel beter. Net als andere carnivoren hebben hyena's heel weinig kleurgevoelige kegeltjes (minder dan 1%) en heel veel staafjes die ongeveer 100 maal lichtgevoeliger zijn dan kegeltjes, maar geen informatie geven over de kleur. Bovendien is er achter het netvlies een reflecterende laag zodat het licht eigenlijk tweemaal door de staafjes gaat. Het gehoor is scherp. De gevlekte hyena kan soortgenoten bij een karkas gemiddeld tot ruim 4 km ver horen. Individuele dieren worden onderscheiden aan hun contactroep.

### Ontwikkeling
De welpen worden geboren in geïsoleerde ondergrondse holen waar ze hun eerste levensweken doorbrengen voordat ze naar een gemeenschappelijk hol worden gedragen. Bij de geboorte kunnen de donkerbruine pasgeborenen lopen, reageren op geluid en bewegingen, en hebben open ogen en rechtopstaande oren, evenals doorgebroken snijtanden (2–4 mm lang) en hoektanden (6–7 mm lang). Het volwassen gebit is volledig met 15-18 maanden. Welpen kunnen al na 10 dagen snel bewegen. Na 6-11 weken begint de volwassen vacht door te komen bij de kop en op de voorvoet en is bijna volgroeid na 9-18 weken, alleen de rugstreep volgt later. De poten kunnen nog een jaar donker blijven. Het geboortegewicht van zes welpen was gemiddeld 1,5 kg.

### Verschillen met de andere soorten hyena
De gevlekte hyena heeft ronde oren (puntig bij gestreepte en bruine hyena's), mist manen op de rug (aanwezig bij gestreepte en bruine hyena's), en heeft een gevlekte vacht (gestreept of uniform bij de andere hyena's). De beenkam die in de lengte over de schedel loopt is het hoogst in het midden (bij gestreepte en bruine hyena's is dat meer naar voren), en de basis van de slaapbeenboog ligt meer naar achteren dan bij beide andere hyena's.

## Taxonomie
De gevlekte hyena werd voor het eerst beschreven voor de wetenschap door de Duitse (dieren)arts, natuurkundige, wiskundige, scheikundige en astronoom Johann Christian Polycarp Erxleben in 1777 op basis van exemplaren afkomstig uit Guinea, Aethiopia, ad caput bonae spei in terrae rupiumque caueis en hij gaf deze de wetenschappelijk naam Canis crocuta. Datzelfde jaar meende de eveneens Duitse wetenschapper Johann Christian von Schreber dat de hyenasoorten samen in een eigen geslacht thuishoren en hij creëerde de nieuwe combinatie Hyaena crocuta. De Zweedse natuuronderzoeker Carl Peter Thunberg gaf in 1811 een dier uit Africes australis de naam Hyaena maculata. De Fransman Anselme Gaëtan Desmarest beschreef in 1817 dieren aux environs du Cap de Bonne Esperance, … au midi de l’Afrique [uit de omgeving van Kaap de Goede Hoop, ... tot Centraal-Afrika] als Hyaena capensis en andere dieren waarschijnlijk afkomstig uit de Kaapprovincie als Hyaena rufa. In 1820 noemde Desmarest deze soorten nogmaals, maar maakte een fout in de geslachtsnaam van Von Schreber: Hyana capensis en Hyana rufa. Crocuta, de huidige geslachtsnaam van de gevlekte hyena, werd voor het eerst gebruikt door Johann Wilhelm Meigen in 1800 voor een soort sluipvlieg, maar deze naam werd in 1963 verworpen door de International Commission on Zoological Nomenclature zodat het ingeburgerde gebruik van deze naam voor de gevlekte hyena kan worden voortgezet. De sluipvlieg wordt tegenwoordig gerekend tot het geslacht Siphona. In 1828 stelde Johann Jakob Kaup voor de gevlekte hyena te plaatsen in het nieuwe geslacht Crocuta, een naam waarin hij zelf een jaar later een schrijffout maakte: Crocotta. In 1826 maakte Andrew Smith een schrijffout in de soortnaam: Hyaena croacuta, en een jaar later ontstond er een drukfout: H. encrita. In 1842 beschrijft Pierre Boitard Hyaena cuvieri. Henri Marie Ducrotay de Blainville beschreef in 1844 twee ondersoorten: H. crocuta capensis en H. crocuta habessinica. In  1900 zag Paul Matschie voldoende verschil voor zes verwante soorten gevlekte hyena: Hyaena (Crocotta) wissmanni uit Namibië, H. (Crocotta) gariepensis van de Bamboesberg (Oost-Kaap), H. (Crocotta) germinans nabij het Rukwameer in Tanzania, H. (Crocotta) thierryi in het noorden van Togo, H. (Crocotta) togoensis eveneens uit Togo en H. (Crocotta) noltei in centraal Kameroen. Édouard Louis Trouessart maakt zowel een schrijffout in de geslachtsnaam als de soortnaam en noemt de soort Crocotta weissmanni in 1904. In het daaropvolgende jaar onderscheidt de Russische zoöloog Konstantin Satunin H. (Crocuta) leontiewi uit Abessinië (Ethiopië). Einar Lönnberg plaatst H. germinans in het geslacht Crocotta en beschrijft dan tevens C. kibonotensis en C. panganensis uit de omgeving van de Kilimanjaro. Ángel Cabrera is in 1911 de eerste die de huidige wetenschappelijke naam Crocuta crocuta geeft aan de gevlekte hyena, en maakt tevens de nieuwe combinaties C. wissmanni, C. gariepensis, C. germinans, C. thierryi, C. togoensis, C. noltei, C kibonotensis, C. panganensis, C. capensis, C. leontiewi en beschrijft verder nog 4 nieuwe soorten: C. rufopicta uit noordelijk Kenya of zuidelijk Ethiopië, C. thomasi uit Uganda, C. nyasae uit Malawi en C. nzoyae uit het westelijk hoogland van Kenya. De Amerikaanse zoöloog Edmund Heller meende in 1914 dat C. crocuta fisi voldoende afweek om een eigen ondersoort te rechtvaardigen. In 1924 dacht de eveneens Amerikaanse bioloog Joel Asaph Allen dat C. crocuta fortis uit het noordoosten van Congo-Kinshasa anders was. Tegenwoordig worden er geen ondersoorten meer onderscheiden, en alle bovenstaande namen zijn daarmee synoniemen van Crocuta crocuta.

### Naamgeving
De naam crocuta is een gelatiniseerde vorm van het Griekse κροκόττας (krokóttas), voor het eerst genoemd in Strabo's Geographika, waar het dier wordt beschreven als een mix van wolf en hond afkomstig uit Ethiopië. Het Griekse woord is mogelijk een leenwoord uit het Sanskriet. In oude teksten worden alle drie de hyena-soorten vaak jakhals genoemd. Voor zover bekend is de gevlekte hyena voor het eerst in 1681 in de wetenschappelijke literatuur crocuta genoemd. In het Engels wordt de hyena soms ook tigerwolf genoemd.

### Verwantschap
Onderzoek aan de overeenkomsten van het DNA heeft de verwantschap tussen de verschillende hyenasoorten verduidelijkt. De bruine en de gestreepte hyena's zijn het meest aan elkaar verwant, de gevlekte hyena is wat minder verwant, en de nauwste verwant van alle drie deze hyena's is de aardwolf. In aanvang dachten taxonomen dat hyena's verwant zijn aan hondachtigen, maar uit vergelijking van het DNA blijken hyena's en de aardwolf de nauwste verwanten te zijn van de mangoesten. De onderstaande figuren zijn een weergave van de huidige inzichten in de verwantschappen van de hyena's met andere carnivorenfamilies en van de hyenasoorten onderling.
|  | familie civetkatten           |
|  |                               |
|  | familie Madagaskarcivetkatten |
|  |                               |

|  | familie mangoesten |
|  |                    |
|  | familie hyena's    |
|  |                    |

|  | familie civetkatten           |
|  |                               |
|  | familie Madagaskarcivetkatten |
|  |                               |

|  | familie mangoesten |
|  |                    |
|  | familie hyena's    |
|  |                    |

|  | familie civetkatten           |
|  |                               |
|  | familie Madagaskarcivetkatten |
|  |                               |

|  | familie mangoesten |
|  |                    |
|  | familie hyena's    |
|  |                    |

|  | familie civetkatten           |
|  |                               |
|  | familie Madagaskarcivetkatten |
|  |                               |

|  | familie mangoesten |
|  |                    |
|  | familie hyena's    |
|  |                    |

|  | familie civetkatten           |
|  |                               |
|  | familie Madagaskarcivetkatten |
|  |                               |

|  | familie mangoesten |
|  |                    |
|  | familie hyena's    |
|  |                    |

|  | familie civetkatten           |
|  |                               |
|  | familie Madagaskarcivetkatten |
|  |                               |

|  | familie mangoesten |
|  |                    |
|  | familie hyena's    |
|  |                    |

|  | familie civetkatten           |
|  |                               |
|  | familie Madagaskarcivetkatten |
|  |                               |

|  | familie mangoesten |
|  |                    |
|  | familie hyena's    |
|  |                    |

|  | familie civetkatten           |
|  |                               |
|  | familie Madagaskarcivetkatten |
|  |                               |

|  | familie mangoesten |
|  |                    |
|  | familie hyena's    |
|  |                    |

|  | familie civetkatten           |
|  |                               |
|  | familie Madagaskarcivetkatten |
|  |                               |

|  | familie mangoesten |
|  |                    |
|  | familie hyena's    |
|  |                    |

|  | familie civetkatten           |
|  |                               |
|  | familie Madagaskarcivetkatten |
|  |                               |

|  | familie mangoesten |
|  |                    |
|  | familie hyena's    |
|  |                    |

|  | familie civetkatten           |
|  |                               |
|  | familie Madagaskarcivetkatten |
|  |                               |

|  | familie mangoesten |
|  |                    |
|  | familie hyena's    |
|  |                    |

|  | familie civetkatten           |
|  |                               |
|  | familie Madagaskarcivetkatten |
|  |                               |

|  | familie mangoesten |
|  |                    |
|  | familie hyena's    |
|  |                    |

|  | familie civetkatten           |
|  |                               |
|  | familie Madagaskarcivetkatten |
|  |                               |

|  | familie mangoesten |
|  |                    |
|  | familie hyena's    |
|  |                    |

|  | familie civetkatten           |
|  |                               |
|  | familie Madagaskarcivetkatten |
|  |                               |

|  | familie mangoesten |
|  |                    |
|  | familie hyena's    |
|  |                    |

|  | familie civetkatten           |
|  |                               |
|  | familie Madagaskarcivetkatten |
|  |                               |

|  | familie mangoesten |
|  |                    |
|  | familie hyena's    |
|  |                    |

|  | familie civetkatten           |
|  |                               |
|  | familie Madagaskarcivetkatten |
|  |                               |

|  | familie mangoesten |
|  |                    |
|  | familie hyena's    |
|  |                    |

|  | gevlekte hyena                                                    |
|  |                                                                   |
|  | \| \| gestreepte hyena \| \| \| \| \| \| bruine hyena \| \| \| \| |
|  |                                                                   |
|  | gestreepte hyena                                                  |
|  |                                                                   |
|  | bruine hyena                                                      |
|  |                                                                   |

|  | gestreepte hyena |
|  |                  |
|  | bruine hyena     |
|  |                  |

|  | gevlekte hyena                                                    |
|  |                                                                   |
|  | \| \| gestreepte hyena \| \| \| \| \| \| bruine hyena \| \| \| \| |
|  |                                                                   |
|  | gestreepte hyena                                                  |
|  |                                                                   |
|  | bruine hyena                                                      |
|  |                                                                   |

|  | gestreepte hyena |
|  |                  |
|  | bruine hyena     |
|  |                  |

### Fossielen
Er zijn veel fossielen gevonden die worden gerekend tot het geslacht Crocuta, vooral uit Eurazië en Afrika, maar de interpretatie van dit materiaal staat nog ter discussie. De gevlekte hyena is nauw verwant aan de grothyena die vanaf het late Plioceen en gedurende het Pleistoceen in Eurazië voorkwam. De oorsprong van het geslacht Crocuta is nog niet helemaal duidelijk en de evolutionaire diversiteit is complex. Vergelijking van het DNA van uitgestorven soorten Crocuta en moderne gevlekte hyena's suggereert dat de Afrikaanse en Euraziatische populaties zich ongeveer 2,5 miljoen jaar geleden hebben gesplitst. Er zijn echter aanwijzingen dat er daarna in twee richtingen nog genetisch materiaal is uitgewisseld.

## Gedrag
De gevlekte hyena is 's nachts vaker actief dan overdag. In de Masai Mara vindt bijna alle activiteit plaats tussen zes uur 's avonds en 9 uur 's morgens, maar dieren waren niet continu actief. Vrouwtjes rusten ongeveer 75% van de tijd en mannetjes 65%. In andere gebieden in Kenia en Tanzania zijn de dieren ook voornamelijk 's nachts actief, maar er wordt ook overdag gejaagd. In de Kalahari werd 69,0% van de tijd besteed aan rusten, 23,6% aan foerageren, 5,1% aan eten en 2,3% aan sociale contacten. De gevlekte hyena loopt vaak in telgang.

### Groepsrelaties
Gevlekte hyena's vormen complexe sociale groepen (of clans) die zijn samengesteld uit verwante vrouwtjes, hun jongen en volwassen mannetjes die geboren zijn in andere clans. Individuele leden reizen, rusten en foerageren in subgroepen die vaak van samenstelling veranderen. Clans verdedigen voedselrijke territoria, maar vertonen geen territoriaal gedrag als ze door grote gebieden moeten zwerven om voldoende voedsel te kunnen vinden. Volwassen vrouwtjes initiëren de meeste gezamenlijke territoriale gedragingen zoals patrouilleren en geurmarkering, maar sommige groepen mannetjes patrouilleren ook territoriumgrenzen. De meeste indringers zijn mannetjes. Clanleden vallen vaker indringers van hetzelfde geslacht aan. Nieuwe clans ontstaan wanneer een groep vrouwtjes van gemiddelde of lage rang naar aangrenzende lege gebieden vertrekken in periodes met weinig voedsel en veel hooggeplaatste soortgenoten. Splitsing kan ook een gevolg zijn van terugkerende verstoring door de mens, bijvoorbeeld veehoeders die met hun kuddes het territorium van een individuele hyena-clan in tweeën verdelen. Een gevlekte hyena doorkruist zijn territorium meestal alleen, maar beweegt zich ook regelmatig in kleine groepen van twee of drie. Er komen echter ook groepen tot 25 individuen voor en groepen van meer dan 50 exemplaren kunnen zich verzamelen wanneer er een grote prooi, zoals een buffel, is gedood. Gemeenschappelijke activiteiten omvatten jagen, vechten met andere clans, het plaatsen van geurvlaggen, sociaal poepen en sociaal snuiven. Bij laatstgenoemde activiteit snuffelt een groep dieren in de directe nabijheid actief en herhaaldelijk aan de grond en aan elkaar. Binnen clans volgt dominantie de vrouwelijke familielijnen en dominantie van vrouwtjes over alle mannetjes is de norm bij volwassenen. Rang wordt "geërfd" door steun van hooggeplaatste moeders en door coalitieondersteuning. Androgeenspiegels tijdens de zwangerschap kunnen ook van invloed zijn op de rangorde. Na zo'n 8 maanden zijn pups van hooggeplaatste moeders de baas over oudere juvenielen. Juvenielen zijn ondergeschikt aan alle volwassen vrouwtjes tot ongeveer 6 maanden, daarna worden ze langzaam dominant over de volwassenen van mindere rang. Juvenielen die geboren zijn in de clan zijn bijna altijd dominant ten opzichte van mannetjes die zich als volwassene hebben aangesloten. De meest recent bij de clan aangesloten mannetjes zijn het laagst in rang.

### Communicatie
Geluid, geur en visuele communicatie is uitgebreid en kan worden gebruikt voor individuele herkenning tussen clanleden. De geluiden die gevlekte hyena's maken, zijn onder meer gegrom, gekakel en gegiechel. De akoestische complexiteit van vocalisaties, vooral gegiechel, codeert informatie over locatie, leeftijd en geslacht, evenals individuele identiteit en verwantschap. Houdingen van het lichaam, de oren, staart en lippen worden gebruikt bij het communiceren van dominantie en onderdanigheid en geven aan of een dier de confrontatie aan wil gaan of zich terug wil trekken. Geurvlaggen, krabplekken en uitwerpselen worden gebruikt voor het markeren van territoriumgrenzen en voor begroetingen tussen clangenoten. Inwonende vrouwtjes plaatsen vaker geursignalen dan mannetjes. Een geurvlag bestaat uit dunne laag van een afscheiding van de anaalklieren op een stuk grasstengel van zo'n 2 of 3 cm lang. Deze geurvlaggen geven andere individuen informatie over het geslacht en loopsheid. Geurvlaggen worden zowel bij holen, plaatsen waar een prooi ligt, als bij de grenzen van het territorium van de troep geplaatst. De soort schraapt ook vaak in de grond en laat daarbij een geur achter uit de klieren tussen de tenen van zijn voorpoten. Bovendien wordt uitwerpselen vaak gedeponeerd in latrines aan de grenzen van het territorium van een troep. Het plaatsen van geurvlaggen, krabben en poepen kunnen gelijktijdig plaatsvinden. Hoewel poep een communicatieve functie heeft, geldt dat niet voor urine en plassen kan op elk moment plaatsvinden, zelfs als een dier ligt. Geuren stimuleren specifieke reacties. De dieren kunnen in aas rollen en die geur trekt soortgenoten aan.

### Voedsel

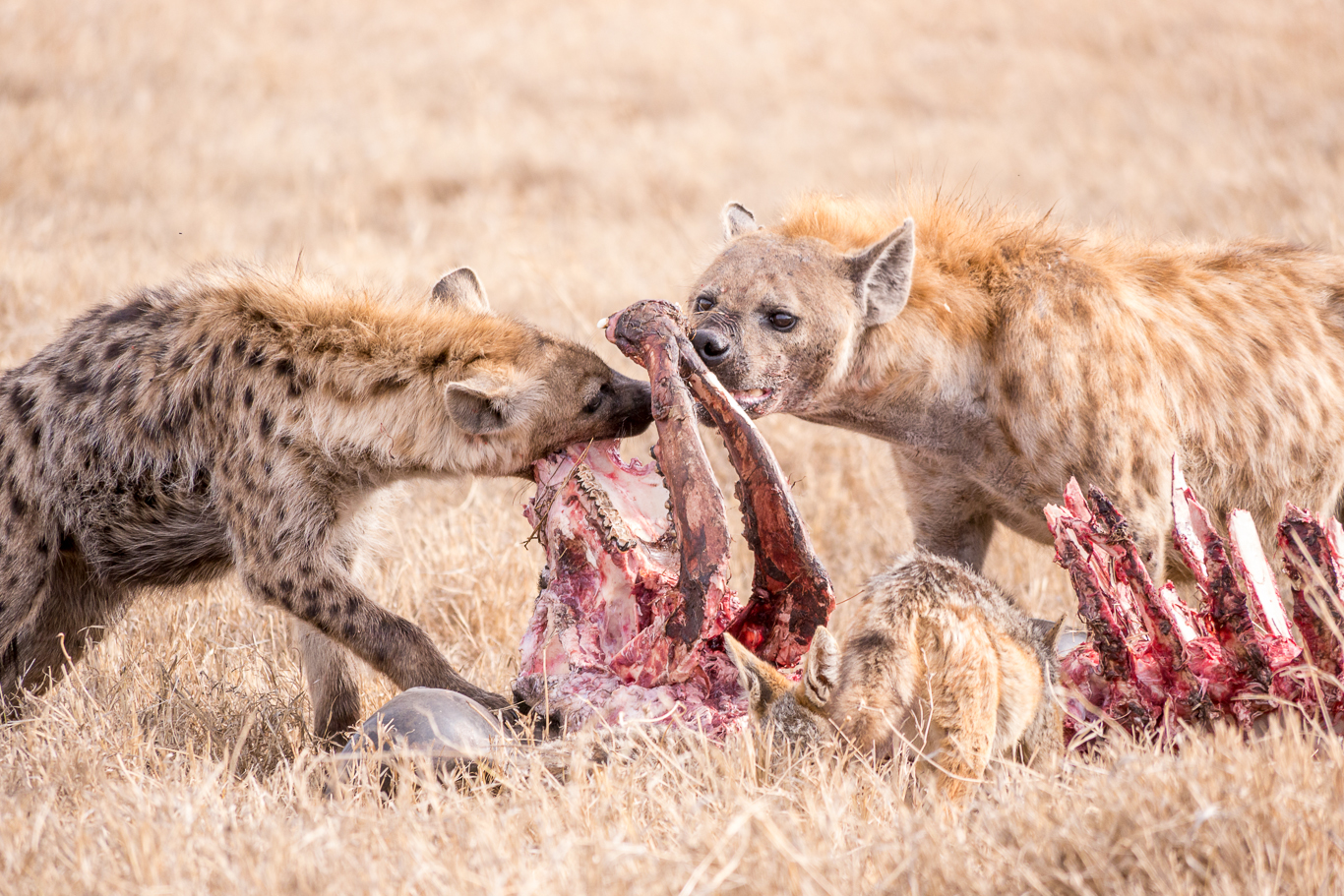
gevlekte hyena's aan het eten

De gevlekte hyena is een vleesetend roofdier met als belangrijkste prooi hoefdieren van 50 tot 180 kg en hun nakomelingen. De prooikeuze verschilt per gebied. In de Serengeti kunnen gnoes, gazelles en zebra's 95% uitmaken van zijn dieet. In de Namibwoestijn zijn gemsbokken goed voor 80% van het voedselpakket en komen bergzebra's op een verre tweede plek met zo'n 12%. In de Kalahari vormen jonge gemsbokken, blauwe gnoes, elandantilopen en springbokken zo'n 65% van het voedsel. Andere hoefdieren die soms worden gevangen zijn de Kaapse buffel, gewone duiker, impala, hartebeesten, klipspringer, grote koedoe, steenbokantilope, lierantilope, wrattenzwijn, waterbok, en vee zoals runderen en geiten. Naast hoefdieren eet C. crocuta ook termieten, vissen, schildpadden, slangen, struisvogels, kalveren van zwarte neushoorn, nijlpaard en Afrikaanse savanneolifant, en andere carnivoren zoals de leeuw, goudjakhals, hond, grootoorvos, civetkatachtigen, mangoesten, maar ook kleinere dieren als klipdassen, aardvarkens, apen, hazen, muizen, springhazen en stekelvarkens. Een secundaire voedselbron is aas, inclusief soortgenoten die bijvoorbeeld gedood zijn in clangevechten of door leeuwen. Het dier vangt vliegende termieten, vis in ondiep water, en eet fruit. De belangrijkste voedselconcurrenten zijn leeuwen, wilde honden en gieren. Als gevlekte hyena's in de minderheid zijn staan ze soms een karkas af aan een roedel hyenahonden. Ze volgen echter gieren om karkassen te vinden. Leeuwen zullen hyena's doden wanneer die de strijd aangaan om een karkas. In gebieden waar vee graast, neemt de leeuwenpopulatie vaak af, waardoor de populatie gevlekte hyena's toe kan nemen. De gevlekte hyena kan soms meer dan 30 km verwijderd van zoet water leven. Een wijfje dronk negen keer in 12 dagen. Er wordt zelden langer dan een halve minuut aan een stuk gedronken. Wanneer water schaars is, kunnen hyena's hun water aanvullen met vloeistoffen uit hun prooien.

### Voortplanting
De geboorte van hyenawelpen wijkt nogal af van die bij andere zoogdieren, omdat ze naar buiten komen door de urinebuis die door de hele lengte van de clitoris loopt. De urinebuis is uiteraard heel erg rekbaar. Vrouwtjes bevallen vaak in de ingang van een zelfgegraven hol en verplaatsen hun welpen na enkele weken naar een locatie waar de hele clan bij elkaar komt. De holen waar de jongen geboren worden kunnen slechts 100 m verwijderd zijn van het gemeenschappelijke hol, maar soms wel 25 km. Af en toe veranderd het geboortehol in het gemeenschappelijke hol. Als de welpen klein zijn, slapen de moeders in de buurt van het hol en blijven daar veel van hun tijd, maar als de welpen ouder worden, bezoeken de moeders het hol meestal alleen 's morgens en 's avonds om te zogen. Als de welpen niet buiten het hol zijn, zal een moeder ze roepen. Vrouwtjes en welpen liggen allemaal op hun zij tijdens het zogen. Een welp ligt evenwijdig aan de moeder met de staart naar haar hoofd gericht; de tweede welp, indien aanwezig, ligt in een rechte hoek met de moeder.

### Verblijfplaatsen
De gevlekte hyena komt voor in diverse habitats, van halfwoestijnen tot dicht tropische woud. Overdag rusten de dieren meestal in dicht struikgewas, lang gras, rotsspleten, gegraven holen of natuurlijke holtes. De dieren vergraven holen die oorspronkelijk door andere dieren zijn uitgegraven, zoals aardvarkens of wrattenzwijnen en wrattenzwijnen kunnen soms holen blijven gebruiken die ook in gebruik zijn bij gevlekte hyena's. Welpen graven zelf gangen die te smal zijn voor volwassen exemplaren en andere grote roofdieren. Soms zijn vele holen gegroepeerd in een gebied van 15 tot 30 m groot. Individuele holen zijn vaak 1,5 tot 3 m lang en breder dan hoog, met een ingang die tussen 25 en 100 cm breed. Gemiddeld verplaatst een clan zijn gemeenschappelijke hol elke maand, maar holen kunnen jarenlang in gebruik blijven of later opnieuw in gebruik worden genomen. Soms worden holtes gebruikt in kalksteen of andere gesteenten.

## Interactie met de mens

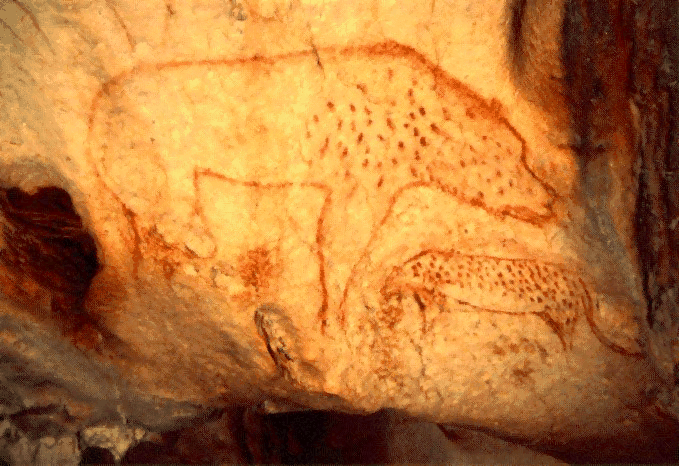
32.000 jaar oude tekening van een holenhyena in de Grotte Chauvet

De gevlekte hyena is wijdverbreid in Afrika en staat op de Rode Lijst van de IUCN als niet bedreigd (LC), terwijl de huidige wereldpopulatie wordt geschat op tussen 27.000 en 47.000 exemplaren, met een trend naar minder dieren.
Vroege mensachtigen hebben hyena's gedood sinds het Pleistoceen en hyena's concurreerden mogelijk met neanderthalers om grotten als verblijfplaats. In Frankrijk is er een 20.000 jaar oude grotschildering van hyena's en ook elders zijn dergelijke tekeningen bekend uit de vroege steentijd. In het westen van Zuid-Afrika smeerde de San vroeger de zeer giftige vruchten van de gifboom (Hyaenanche globosa) op hun pijlpunten om het wild te doden en de plaatselijke, uit Europa afkomstige boeren vergiftigden aas met deze vruchten om de hyena's te doden die hun vee belaagden. In 1962 was er in Zululand nog vraag naar lichaamsdelen van gevlekte hyena's ten behoeve van de bereiding van magische medicijnen. Door vervolging en verlies van leefgebied neemt de omvang van veel populaties van de gevlekte hyena af. In gebieden waar de soort door de mens wordt verstoord, heeft het dier meer moeite om bij het gemeenschappelijke hol en in gebieden met een hoge prooidichtheid te verblijven. Ook zijn de dieren onder die omstandigheden waakzamer tijdens het rusten. In beschermde gebieden waar vee binnendringt, zijn mensen de belangrijkste bron van sterfte voor deze soort. Toerisme heeft geen waargenomen effect op de waakzaamheid in de Masai Mara, en passieve beheerpraktijken zijn daar effectief om de populatie op peil te houden. De stad Harar in Ethiopië heeft een lange geschiedenis van vreedzaam samenleven met gevlekte hyena's. Eeuwen geleden vielen de dieren volgens de lokale bevolking de stedelingen aan en doodden die soms. De mensen besloten toen de dieren te voeren, waardoor de aanvallen stopten. Volgens de bewoners zijn er al 200 jaar geen hyena-aanvallen meer geweest.

## Verspreiding
De gevlekte hyena is wijdverspreid in Afrika ten zuiden van de Sahara, maar komt niet voor in de regenwouden van het Kongobekken en in een groot deel van zuidelijk Afrika. Dit gebied beslaat de zone tussen ongeveer 17° noorderbreedte en 28° zuiderbreedte. Daarbinnen kan het dier worden aangetroffen van zeeniveau tot nabij de sneeuwgrens op de Kilimanjaro en tot 4000 m hoogte.